# Enrico Delle Sedie
Enrico Augusto Delle Sedie, född 17 juni 1822 i Livorno, död 28 november 1907, var en italiensk operasångare (baryton) och sångpedagog, känd för sina framträdanden i Verdioperor.
Delle Sedie studerade för Cesario Galeffi. Efter sin pensionering undervisade han vid Conservatoire de Paris mellan 1876 och 1886. Bland hans elever fanns bland andra Alessandro Bonci och Mikael Bratbost.